# Ministerul Transporturilor și Infrastructurii Drumurilor (Republica Moldova)
Ministerul Transporturilor și Infrastructurii Drumurilor a fost organul de specialitate al administrației publice centrale care stabilește politica în domeniul transporturilor la nivel național, elaborează strategia și reglementările specifice de dezvoltare și armonizare a activităților de transport în cadrul politicii generale a Guvernului și îndeplinește rolul de autoritate de stat în domeniul transporturilor.

## Lista miniștrilor
| №  | Nume             | Început            | Sfîrșit            |
| -- | ---------------- | ------------------ | ------------------ |
| 1  | Vasile Iovv      | 5 aprilie 1994     | 22 mai 1998        |
| 2  | Tudor Leancă     | 22 mai 1998        | 17 februarie 1999  |
| 3  | Victor Cheibaș   | 12 martie 1999     | 12 noiembrie 1999  |
| 4  | Afanasie Smochin | 21 decembrie 1999  | 19 aprilie 2001    |
| 5  | Victor Țopa      | 19 aprilie 2001    | 12 decembrie 2001  |
| 6  | Anatol Cupțov    | 12 decembrie 2001  | 13 noiembrie 2002  |
| 7  | Vasile Zgardan   | 5 decembrie 2002   | 19 aprilie 2005    |
| 8  | Miron Gagauz     | 19 aprilie 2005    | 23 ianuarie 2007   |
| 9  | Vasile Ursu      | 23 ianuarie 2007   | 25 septembrie 2009 |
| 10 | Anatol Șalaru    | 25 septembrie 2009 | 30 mai 2013        |
| 11 | Vasile Botnari   | 31 mai 2013        | 30 iulie 2015      |
| 12 | Iurie Chirinciuc | 30 iulie 2015      | 30 mai 2017        |